# Tocquage
Le tocquage, ou toquage, est comme la capitation, un impôt direct à payer par le chef de famille en fonction du nombre de cheminée(s).
Cette imposition est attestée aux XVIIe et XVIIIe siècles dans les provinces correspondant à l'actuelle Belgique.